# Àlbum d'Auschwitz
L'Àlbum d'Auschwitz és una excepcional col·lecció fotogràfica de l'Holocaust durant la Segona Guerra Mundial. Foren trobades en un camp d'extermini nazi, a Oświęcim, Polònia. És l'únic testimoni fotogràfic del procés d'extermini del camp de concentració d'Auschwitz Birkenau, fetes pels mateixos nazis, llevat de tres realitzades pels presoners del grup de Sonderkommandos jueus.
El propòsit original de les fotos no ha estat mai determinat. Podien haver estat preses per Ernst Hofmann o per Bernhard Walter, dos homes de les SS responsables de prendre les empremtes i realitzar les fotografies d'identitat dels presoners que no eren seleccionats per a l'extermini.
L'àlbum consta de 56 pàgines i 193 fotos. La col·lecció tenia originalment moltes més fotos, però abans de ser donat al Museu d'Israel, Yad Vashem, algunes van ser cedides a supervivents que van reconèixer a parents i a amics.
Les imatges documenten detalladament l'arribada dels jueus nouvinguts d'Hongria a començaments de l'estiu de 1944: com eren baixats dels vagons de càrrega i el procés de selecció realitzat per un suposat personal mèdic de les SS i per guàrdies del camp, que separaven aquells qui eren considerats aptes per al treball dels qui serien enviats a les cambres de gas. El fotògraf seguia tant els grups seleccionats per al treball fins a la sortida del camp com els grups seleccionats per morir fins a l'entrada dels crematoris. El fotògraf també va documentar la feina de l'àrea anomenada Canadà, on les pertinences dels presoners eren classificades per ser enviades a Alemanya.
Donats els esforços realitzats pels nazis per mantenir en secret la solució final, és extraordinari que s'hagi trobat l'àlbum. La presonera Lilly Jacob (més tard anomenada Lilly Jacob-Zelmanovic Meier) va ser l'única membre de la seva família seleccionada per treballar a Auschwitz-Birkenau en l'època de l'evacuació del camp quan ja s'apropaven les tropes soviètiques.
Jacob, abandonada pel seu estat de salut, es va passejar per diversos camps, arribant finalment al camp de concentració Dora-Mittelbau, on va ser alliberada. Va passar un temps recuperant-se de la seva malaltia en barraques de soldats abandonades per les SS. Jacob va localitzar l'àlbum en una gaveta al costat d'un llit, també va trobar fotos dels seus familiars i d'alguns membres de la seva comunitat. La coincidència és sorprenent, ja que cap de les persones que surten a les fotografies no va estar tancada amb Jacob, i ella mai no va estar al corrent del pas d'aquestes persones per Auschwitz.